# 託寓

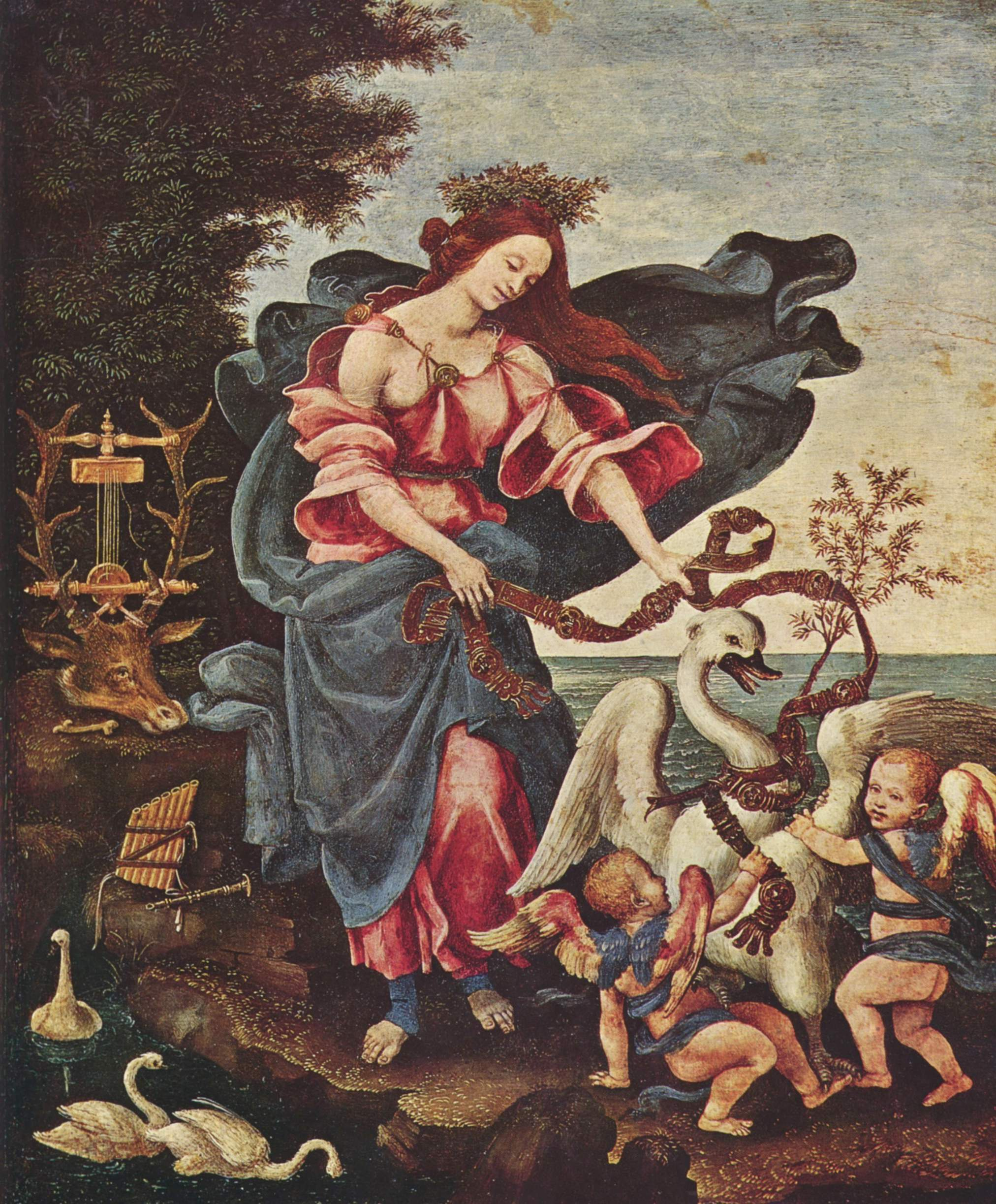
菲利皮诺·利皮的《音樂的託寓》。蛋彩．畫板，61 × 51厘米，約1500年
《音樂的託寓》是一個流行的繪畫主題；在這個例子中，李比用了許多文藝復興全盛期中一些流行符號，當中有不少皆取材於希臘神話。

託寓（allegory）是一種有比喻性質的表象，把語意而非字義的意思表現出來。一般而言，會被當作一種表現性的修辭手法，但它不一定必須以語言的方式出現。反之，經常以視覺上的方式示人，例如現實主義的雕塑、繪畫（寓意畫），以及其他的模仿或者其他表現藝術。英语“allegory”一词來自希臘語的與，解作「公開演說」。